# Великий Ґарць
Великий Ґарць (пол. Wielki Garc, нім. Groß Gartz, 1942–45 Großgartz) — село в Польщі, у гміні Пельплін Тчевського повіту Поморського воєводства.
Населення — 293 особи (2011).

## Демографія
Демографічна структура станом на 31 березня 2011 року:
|          | Загалом | Допрацездатний вік | Працездатний вік | Постпрацездатний вік |
| -------- | ------- | ------------------ | ---------------- | -------------------- |
| Чоловіки | 141     | 34                 | 99               | 8                    |
| Жінки    | 152     | 38                 | 85               | 29                   |
| Разом    | 293     | 72                 | 184              | 37                   |